# Back to Front (Gilbert O'Sullivan)
Back to Front è il secondo album del cantautore irlandese Gilbert O'Sullivan, pubblicato dall'etichetta discografica MAM nel 1972.
Tutti i brani sono composti dallo stesso artista.
Il 20 gennaio 1973 l'album raggiunge il primo posto nella classifica dei più venduti nel Regno Unito.
Dal lavoro viene tratto il singolo di successo Clair.
Nel 2012 ne viene pubblicata nel Regno Unito e in Giappone una riedizione contenente 3 brani aggiuntivi.

## Tracce
1. Intro/I Hope You'll Stay
2. In My Hole
3. Clair
4. That's Love
5. Can I Go with You
6. But I'm Not/Outro
7. I'm in Love with You
8. Who Was It?
9. What Could Be Nicer (Mum, the Kettle's Boiling)
10. Out of the Question
11. The Golden Rule
12. I'm Leaving/Outro

### Bonus tracks dell'edizione 2012
1. Alone Again (Naturally)
2. Save It
3. Ooh-Wakka-Doo-Wakka-Day